# Габріела Діну
Габріела Діну (нім. Gabriela Dinu; нар. 16 квітня 1960) — колишня німецька тенісистка.
Найвищу одиночну позицію світового рейтингу — 123 місце досягла 6 липня 1987 року.
Здобула 4 одиночні та 3 парні титули.
Найвищим досягненням на турнірах Великого шолома було 3 коло в одиночному розряді.

## ETA/Фінали ITF
| Легенда         |
| --------------- |
| турніри $25,000 |
| турніри $10,000 |

### Одиночний розряд (1–1)
| Результат | Ранг | Дата           | Турнір                           | Покриття | Суперниця              | Рахунок       |
| --------- | ---- | -------------- | -------------------------------- | -------- | ---------------------- | ------------- |
| Поразка   | 1.   | 26 травня 1980 | Гамбург, Західна Німеччина       | Ґрунт    | Катя Еббінгаус         | 2–6, 0–6      |
| Перемога  | 2.   | 17 серпня 1992 | Дахау (місто), Західна Німеччина | Ґрунт    | Марі Пінтерова         | 6–3, 5–7, 6–2 |
| Поразка   | 3.   | 25 квітня 1992 | Катанія, Італія                  | Ґрунт    | Мануела Малеєва        | 3–6, 1–6      |
| Перемога  | 4.   | 15 жовтня 1984 | Хайфа, Ізраїль                   | Ґрунт    | Забіне Гак             | 3–6, 7–5, 6–4 |
| Перемога  | 5.   | 22 жовтня 1984 | Ейлат, Ізраїль                   | Тверде   | Ізабель Куето          | 4–6, 7–5, 6–2 |
| Перемога  | 6.   | 17 серпня 1987 | Мангассет (Нью-Йорк), США        | Ґрунт    | Маріанне ван дер Торре | 7–6, 6–3      |

### Парний розряд (3–4)
| Результат | Ранг | Дата           | Турнір                            | Покриття | Партнерка         | Суперниці                              | Рахунок       |
| --------- | ---- | -------------- | --------------------------------- | -------- | ----------------- | -------------------------------------- | ------------- |
| Поразка   | 1.   | 26 травня 1980 | Гамбург, Західна Німеччина        | Ґрунт    | Андреа Песак      | Гельга Ніссен Мастгофф Катя Еббінгаус  | 3–6, 6–2, 4–6 |
| Перемога  | 2.   | 3 травня 1981  | Барі, Італія                      | Ґрунт    | Андреа Песак      | Сусана Марія Вільяверде Карін Стампфлі | 6–1, 6–2      |
| Поразка   | 3.   | 13 грудня 1981 | Ноймюнстер, Західна Німеччина     | Ґрунт    | Гайді Айстерленер | Клаудія Коде-Кільш Ева Пфафф           | 6–7, 6–7      |
| Поразка   | 4.   | 18 квітня 1982 | Катанія, Італія                   | Ґрунт    | Карін Стампфлі    | Елізабет Екблом Лена Сандін            | 2–6, 6–4, 2–6 |
| Перемога  | 5.   | 11 липня 1983  | Бостад, Швеція                    | Ґрунт    | Патріція Мурго    | Катаріна Ліндквіст Марія Ліндстрем     | 6–2, 4–6, 6–4 |
| Поразка   | 6.   | 15 квітня 1985 | Казерта, Італія                   | Ґрунт    | Сабіна Сіммондс   | Патріція Мурго Барбара Романо          | 6–4, 5–7, 4–6 |
| Перемога  | 7.   | 18 липня 1988  | Реда-Віденбрюк, Західна Німеччина | Ґрунт    | Alice Danila      | Генріке Кадзідрога Клодін Толеафоа     | 1–6, 6–2, 7–6 |